# Brazil Challenger 2009
Il Brazil Challenger 2009, noto come Copa Petrobras São Paulo per motivi di sponsorizzazione, è stato un torneo professionistico di tennis maschile giocato sulla terra rossa, che faceva parte dell'ATP Challenger Tour 2009. Si è giocato a San Paolo in Brasile dal 26 ottobre al 1º novembre 2009.

## Partecipanti

### Teste di serie
| Nazionalità | Giocatore          | Ranking* | Testa di serie |
| ----------- | ------------------ | -------- | -------------- |
| Brasile     | Thomaz Bellucci    | 45       | 1              |
| Argentina   | Juan Ignacio Chela | 94       | 2              |
| Cile        | Paul Capdeville    | 95       | 3              |
| Spagna      | Santiago Ventura   | 117      | 4              |
| Ecuador     | Nicolás Lapentti   | 122      | 5              |
| Portogallo  | Rui Machado        | 123      | 6              |
| Cile        | Nicolás Massú      | 143      | 7              |
| Brasile     | Thiago Alves       | 149      | 8              |

- Ranking al 19 ottobre 2009.

### Altri partecipanti
Giocatori che hanno ricevuto una wild card:
- Thiago Alves
- Marcelo Demoliner
- Nicolás Lapentti
- Gabriel Wanderley
- Gastón Gaudio (Special Exempt)

Giocatori passati dalle qualificazioni:
- Rogério Dutra da Silva
- Guillermo Hormazábal
- Axel Michon
- Caio Zampieri

## Campioni

### Singolare
Thomaz Bellucci ha battuto in finale  Nicolás Lapentti, 6–4, 6–4

### Doppio
Franco Ferreiro /  Ricardo Mello hanno battuto in finale  Diego Junqueira /  David Marrero, 6–3, 6–3